# لاجوس ناغي (مجدف)
لاجوس ناغي (بالمجرية: Nagy Lajos)‏ هو مجدف مجري، ولد في 26 مارس 1924 في بودابست في المجر.

## وصلات خارجية
- لاجوس ناجي على موقع الاتحاد الدولي للتجديف (الإنجليزية)
- لاجوس ناجي على موقع أوليمبيديا (الإنجليزية)